# Jan Velíšek
Jan Velíšek (* 28. května 1951 Beroun) je český básník, textař, prozaik, redaktor a korektor.

## Život
První verše publikoval ještě jako student berounského gymnázia roku 1968.  
Profesně se dlouhá léta pohyboval v nakladatelské a reklamní sféře, což ovlivnilo jeho sklon k kratším literárním formám.

## Tvorba

### Písňové texty
Velíšek je autorem více než dvou set písňových textů pro interprety různých žánrů, mimo jiné pro Jana Spáleného, Tři dny na břiše, Gabrielu Vermelho či Vladimíra Čápa.  
V roce 2009 získala píseň „Cinéma Vérité“ (skupina Tři dny na břiše) s jeho textem cenu poroty diváků i cenu Jiřího Suchého „O nejpoetičtější text“ v soutěži Česko hledá písničku.

## Ocenění
- Ceny diváků a Jiřího Suchého v soutěži Česko hledá písničku (2009) za text „Cinéma Vérité“.[2]